# Predrag Nikolić
Predrag Nikolić (ur. 11 września 1960 w Bosanskim Šamacu) – bośniacki szachista, arcymistrz od 1983 roku.

## Kariera szachowa
Od początku lat 80. znajdował się w ścisłej czołówce jugosłowiańskich szachistów. Po raz pierwszy mistrzostwo swojego kraju zdobył w roku 1980, sukces ten powtórzył cztery lata później. W roku 1983 zwyciężył w Sarajewie (turniej Bosna) oraz podzielił I miejsce w memoriale Borislava Kosticia we Vrsacu, w kolejnych latach zwyciężał w Nowym Sadzie (1984), Reykjavíku (1986) i ponownie w Sarajewie (1987, Bosna). Od tego roku znajdował się już w szerokiej czołówce światowej, co potwierdził na turnieju międzystrefowym w Zagrzebiu, zajmując V miejsce i będąc o krok od zdobycia awansu do meczów pretendentów. W roku 1989 zwyciężył w silnie obsadzonym turniejuw Wijk aan Zee (wraz z Viswanathanem Anandem, Zoltánem Ribli i Gyula Saxem) oraz w memoriale Milana Vidmara, rozegranym w Portorožu i Lublanie. Rok później osiągnął kolejny sukces, zajmując na turnieju międzystrefowym w Manili VIII miejsce i zdobywając awans do grona pretendentów do zdobycia tytułu mistrza świata. W roku 1991 spotkał się w Sarajewie w I rundzie meczów pretendentów z Borysem Gelfandem, ale po zaciętym spotkaniu uległ 4½ - 5½. W tym samym roku pokonał w pokazowym meczu Henrique Meckinga oraz zwyciężył w turnieju w Bledzie. Rok później zajął II miejsce w Buenos Aires oraz (po wybuchu wojny domowej w Jugosławii) zamieszkał w Holandii (nie zmieniając jednak obywatelstwa). W roku 1994 po raz drugi zwyciężył w Wijk aan Zee, w 1996 roku podzielił I m. w Reykjavíku (wspólnie z Simenem Agdesteinem i Jonathanem Tisdallem), natomiast w roku 1997 zdobył w Rotterdamie mistrzostwo Holandii, pokonując w barażu Jana Timmana. Po roku zdobył brązowy medal w mistrzostwach tego kraju, a dwa lata później - ponownie złoty. W latach 2002 i 2003 dwukrotnie zwyciężał w Selfoss (za każdym razem wraz z Ivanem Sokolovem. W roku 2004 osiągnął największy sukces w dotychczasowej karierze - wraz z Wasilijem Iwanczukiem triumfował w mistrzostwach Europy rozegranych w Antalyi. W dodatkowym barażu o tytuł mistrza Europy musiał jednak uznać wyższość Iwanczuka i ostatecznie wywalczył srebrny medal. W 2007 zdobył w Sarajewie tytuł indywidualnego mistrza Bośni i Hercegowiny. W 2009 r. podzielił I m. (wspólnie z Michałem Krasenkowem, Stewartem Haslingerem i Danielem Fridmanem) w turnieju GfK Open w Hilversum.
Trzykrotnie startował w pucharowych turniejach o mistrzostwo świata:
- 1997 – awans do II rundy, w której przegrał z Viswanathanem Anandem,
- 2001 – awans do IV rundy, w której przegrał z Joelem Lautierem,
- 2004 – porażka w I rundzie z Peterem Acsem.

Był również dwukrotnym uczestnikiem turniejów o Puchar Świata, w latach 2005 i 2007.
Wielokrotnie reprezentował Jugosławię oraz Bośnię i Hercegowinę w turniejach drużynowych, m.in.:
- dwunastokrotnie na olimpiadach szachowych (w latach 1980, 1984, 1986, 1988, 1990, 1992, 1994, 1996, 1998, 2000, 2002, 2008); trzykrotny medalista: wspólnie z drużyną – srebrny (1994) i brązowy (1980) oraz indywidualnie – złoty (1980 – na VI szachownicy)[3],
- na drużynowych mistrzostwach świata (w roku 1989); dwukrotny medalista: wspólnie z drużyną – srebrny (1989) oraz indywidualnie – srebrny (1989 – na II szachownicy)[4],
- czterokrotnie na drużynowych mistrzostwach Europy (w latach 1983, 1992, 1997, 1999), dwukrotny medalista: wspólnie z drużyną – srebrny (1983)  oraz indywidualnie – złoty (1983 – na III szachownicy)[5].

Najwyższy ranking w dotychczasowej karierze osiągnął 1 października 2004 r., z wynikiem 2676 punktów zajmował wówczas 28. miejsce na światowej liście FIDE, jednocześnie zajmując 1. miejsce wśród szachistów Bośni i Hercegowiny.